# A Welsh Singer
A Welsh Singer es una película romántica británica de 1915 basada en una novela del mismo nombre. El marketing destacó el atractivo paisaje del entorno galés de la película. Fue elogiado por los periódicos británicos pero recibió una crítica mixta en una revista estadounidense.

## Argumento
La película está perdida. El British Film Institute la describe como un «romance ambientado en Gales. Una pastora se convierte en estrella de ópera, un pastor se convierte en escultor».

## Producción
La película fue realizada en el Reino Unido por la Turner Film Company. Se basó en la novela Welsh Singer de Allen Raine. El director fue Henry Edwards, quien también apareció en la película; otros actores incluyeron a Campbell Gullan, Malcolm Cherry, Una Venning, Fred Rains y Florence Turner. Edith Evans, que actuó principalmente en teatro, hizo su primera aparición cinematográfica en la película, pero no volvería a aparecer en una película hasta que actuó en The Last Days on Dolwyn en 1948.

## Recepción
La película se estrenó en 1915. Un anuncio dirigido a propietarios de cines en la revista especializada The Bioscope los animaba a «Reserven esta película británica. No les decepcionará. Nunca antes se había producido una película con tanto sentimiento artístico y con actuaciones tan ingeniosas». Un anuncio en el North Wales Weekly News describió la película como «La joya de la temporada... [basada en] la gran novela galesa de Allen Raine». Un anuncio en el Runcorn Weekly News comentó: «Cymru-am-Byth [Gales para siempre]. Una obra maestra exclusiva en 4 actos... Todo amante de Gales debería ver esta magnífica película, tomada en medio de los gloriosos y encantadores paisajes galeses. Un anuncio del Buckinghamshire Examiner tituló la película «Un hermoso drama inglés, adaptado de la famosa novela de Allan Raine».
Una reseña en Grimsby News comentó que la película «se ubicaría entre las más populares del año». Elogió la calidad de algunas de las «escenas típicas galesas», como «los enormes rebaños de ovejas en las escarpadas montañas... la procesión del circo, el interior del circo... la sala de conciertos abarrotada, el posterior incendio y rescate en la sala de conciertos». Una reseña en el Birkenhead News comentó: «En todas partes donde se ha exhibido 'A Welsh Singer' ha sido recibida con aclamación, porque marca una nueva pauta en la producción cinematográfica. Es una película de mérito excepcional, una historia que siempre agrada Plantilla:Mdash una historia de amor encantadoramente contada en medio de la fascinante naturaleza salvaje de las montañas de Gales y el ajetreo y el trabajo de Londres». Un artículo en el Porthcawl News señaló que la película «debería atraer a todos los galeses y merece una visita». La revista especializada estadounidense Variety ofreció una reseña menos entusiasta de la película. Elogió la calidad de la actuación de Turner y dijo que la película era mejor que una película anterior en la que había aparecido. Sin embargo, describió una escena en la que un personaje no reconoció a su antiguo interés amoroso como «poco convincente». La reseña concluyó que «no había duda» de que la película sería «aceptable» para los cines.